# Ellsworth Hoagland
Pour les articles homonymes, voir Hoagland.
(Howard) Ellsworth Hoagland est un monteur américain, né le 15 août 1903 à Red Oak (Iowa), mort le 4 septembre 1972 à Los Angeles (Californie).

## Biographie
Comme monteur, Ellsworth Hoagland contribue à cinquante-et-un films américains sortis de 1933 à 1958, ainsi qu'à la coproduction franco-américaine À Paris tous les deux de Gerd Oswald (son avant-dernier film, 1958, avec Fernandel et Bob Hope).
Durant sa carrière, il collabore notamment avec les réalisateurs Norman Z. McLeod (cinq films, dont Alice au pays des merveilles en 1933 — le deuxième qu'il monte —, avec W. C. Fields et Mae Marsh), Henry Hathaway (cinq films, dont Les Trois Lanciers du Bengale en 1935 — qui lui vaut en 1936 une nomination à l'Oscar du meilleur montage —, avec Gary Cooper et Franchot Tone), Mark Sandrich (trois films, dont Les Anges de miséricorde en 1943, avec Claudette Colbert et Paulette Goddard) et Elliott Nugent (trois films, dont La Brune de mes rêves en 1947, avec Bob Hope et Dorothy Lamour).
Pour la télévision, Ellsworth Hoagland est monteur sur dix séries, entre 1955 et 1970, dont Bonanza (quatre-vingt-un épisodes, 1959-1968), qui lui permet de gagner en 1966 un Primetime Emmy Award, et Les Mystères de l'Ouest (deux épisodes, 1969).

## Filmographie partielle

### Au cinéma
- 1933 : One Sunday Afternoon de Stephen Roberts
- 1933 : Alice au pays des merveilles (Alice in Wonderland) de Norman Z. McLeod
- 1934 : C'est pour toujours (Now and Forever) d'Henry Hathaway
- 1935 : Symphonie burlesque (The Big Broadcast of 1936) de Norman Taurog
- 1935 : Millions in the Air de Ray McCarey
- 1935 : Les Trois Lanciers du Bengale (The Lives of a Bengal Lancer) d'Henry Hathaway
- 1936 : Rhythm on the Range de Norman Taurog
- 1936 : Hula, fille de la brousse (The Jungle Princess) de Wilhelm Thiele
- 1936 : Le Rêve de sa vie (Give Us This Night) d'Alexander Hall
- 1937 : Artistes et Modèles (Artists and Models) de Raoul Walsh
- 1937 : Âmes à la mer (Souls at Sea) d'Henry Hathaway
- 1937 : La Fille de Shanghai (Daughter of Shanghai) de Robert Florey
- 1937 : Tip-Off Girls de Louis King
- 1938 : Les Gars du large (Spawn of the North) d'Henry Hathaway
- 1939 : Island of Lost Men de Kurt Neumann
- 1938 : Tom Sawyer détective (Tom Sawyer, Detective) de Louis King
- 1939 : Sudden Money de Nick Grinde

- 1940 : Le Mystère du château maudit (The Ghost Breakers) de George Marshall
- 1940 : Docteur Cyclope (Dr Cyclops) d'Ernest B. Schoedsack
- 1940 : Le Gros Lot (Christmas in July) de Preston Sturges
- 1941 : The Night of January 16th de William Clemens
- 1941 : Le Retour du proscrit (The Shepherd of the Hills) d'Henry Hathaway
- 1942 : L'amour chante et danse (Holiday Inn) de Mark Sandrich
- 1943 : Happy Go Lucky de Curtis Bernhardt
- 1943 : Night Plane from Chungking de Ralph Murphy
- 1943 : Les Anges de miséricorde (So Proudly We Hail !) de Mark Sandrich
- 1944 : I Love a Soldier de Mark Sandrich
- 1944 : La Marine en jupons (Here Come the Waves) de Mark Sandrich
- 1946 : Amazone moderne (The Bride Wore Boots) d'Irving Pichel
- 1946 : Cross My Heart de John Berry
- 1947 : En route vers Rio (Road to Rio) de Norman Z. McLeod
- 1947 : La Brune de mes rêves (My Favorite Brunette) d'Elliott Nugent
- 1947 : Mariage parfait (The Perfect Marriage) de Lewis Allen
- 1948 : Visage pâle (The Paleface) de Norman Z. McLeod
- 1949 : Don Juan de l'Atlantique (The Great Lover) d'Alexander Hall
- 1949 : Le Prix du silence (The Great Gatsby) d'Elliott Nugent
- 1950 : Maman est à la page (Let's Dance) de Norman Z. McLeod
- 1950 : Midi, gare centrale (Union Station) de Rudolph Maté
- 1951 : Si l'on mariait papa (He Comes the Groom) de Frank Capra
- 1952 : Pour vous, mon amour (Just for You) d'Elliott Nugent
- 1953 : The Girls of Pleasure Island d'Alvin Ganzer et F. Hugh Herbert
- 1954 : Une fille de la province (The Country Girl) de George Seaton
- 1954 : La Grande Nuit de Casanova (Casanova's Big Night) de Norman Z. McLeod
- 1955 : Mes sept petits chenapans (The Seven Little Foys) de Melville Shavelson
- 1956 : L'Infernale Poursuite (The Great Locomotive Chase) de Francis D. Lyon
- 1957 : Orgueil et Passion (The Pride and the Passion) de Stanley Kramer
- 1957 : Gunsight Ridge de Francis D. Lyon
- 1958 : À Paris tous les deux (Paris Holiday) de Gerd Oswald (film franco-américain)
- 1958 : Tonka, cheval sauvage de Lewis R. Foster

### À la télévision
(séries)
- 1959 : Au nom de la loi (Wanted : Dead or Alive)
  - Saison 1, épisode 23 Le Vieux Gabe (Call Your Shot) de Don McDougall, épisode 29 La Jeune Fille disparue (Double Fee) de Don McDougall, épisode 32 Carrefour (Crossroads) de Don McDougall et épisode 33 Les Anges de la vengeance (Angels of Vengeance) de R. G. Springsteen
- 1959 : L'Homme à la carabine (The Rifleman)
  - Saison 1, épisode 20 The Deadeye Kid de Jerry Hopper, épisode 32 The Woman d'Arnold Laven et épisode 36 Stranger at Night de Lewis Allen
- 1959-1968 : Bonanza
  - Saisons 1 à 9, 81 épisodes
- 1967 : Le Grand Chaparral (The Hig Chaparral)
  - Saison 1, épisode 3 The Ghost of Chaparral de William F. Claxton
- 1969 : Les Mystères de l'Ouest (The Wild Wild West)
  - Saison 4, épisode 23 La Nuit du conseil d'administration (The Night of the Tycoons) et épisode 24 La Nuit de l'épidémie (The Night of the Plague)

## Distinctions

### Nomination
- 1936 : Oscar du meilleur montage, pour Les Trois Lanciers du Bengale.

### Récompense
- 1966 : Primetime Emmy Award, catégorie « Individual Achievements in Film Editing », pour la série Bonanza (prix partagé avec Marvil Coil et  Everett Douglas).